# José Luis Ansorena
José Luis Ansorena Miranda (San Sebastián, 2 de mayo de 1928 - Pamplona, 1 de mayo de 2019) fue un sacerdote, fraile capuchino, director de coro y compositor español.

## Biografía
Nació en la calle Hernani de San Sebastián. Era hijo de Isidro Ansorena, popular txistulari y por aquel entonces director de la Banda Municipal de Txistularis de San Sebastián, y de Concepción Miranda.
Desde muy joven cursó estudios de armonía, composición y piano en el Conservatorio Francisco Escudero con Luis Urteaga y Beltrán Pagola como maestros. En 1942 ingresó en el Seminario Seráfico Capuchino de Alsasua, Navarra, compaginando los estudios eclesiásticos con los musicales. Ordenado sacerdote en 1953, durante los siguientes años creó y dirigió diversos coros en Pamplona, Zaragoza y Rentería.
Ejerció como organista en los destinos religiosos que ocupó. Fue autor de numerosos estudios, artículos, libros o catálogos de compositores relacionados con la música vasca, como la biografía de Aita Donostia, la monografía sobre el txistu y los txistularis, así como los catálogos musicales de N. Almandoz, José María Usandizaga, Pablo Sorozábal y Aita Donostia. En su faceta de compositor, compuso música religiosa y coral. Tras su llegada a Rentería fundó, en 1966, la Coral Andra Mari, así como la Juventud Parroquial (Gaztedi). Fue asimismo director del otxote Karnaba. En 1967 fundó el coro infantil Orereta; en 1972 el otxote femenino «Alai» y en 1976, el coro juvenil Oinarri.
Con el objetivo de difundir la música creada por compositores vascos, en 1973 creó en Rentería el festival Musikaste. En 1974 fundó en Rentería el Archivo de Compositores Vascos, hoy ERESBIL-Archivo Vasco de la Música, orientado a recopilar y conservar el patrimonio musical vasco. Su denodada labor al frente de las instituciones arriba mencionadas han logrado que Rentería sea referencia en el ámbito musical, no solamente en el aspecto de la interpretación, sino principalmente en el de la conservación y difusión del patrimonio musical del País Vasco.
En Navarra fundó la Escolania y Juventudes de san Antonio, y fue el impulsor de la primera salida del Olentzero en la capital foral, en 1956.
Falleció el 1 de mayo de 2019, un día antes de cumplir los 91 años, en la residencia de Extramuros, en la Rochapea de Pamplona.

## Premios, medallas y distinciones recibidas
- Premio Revista Euskadi 83 (Sección de Cultura)
- Insignia de Oro y Diamantes de la Coral Andra Mari (1991)
- Premio Cruz Roja 92 (Sección de Cultura)
- Medalla de Oro de la Asociación de Txistularis (1997)
- Socio de Honor e Insignia de Oro del Coro Biotz-Alai de Algorta (1999)
- V Premio Orfeón Donostiarra – UPV / EHU (2005)
- Hijo Adoptivo de la Villa de Rentería (2009)
- Premio Manuel Lekuona de Eusko Ikaskuntza (2011)

## Obra musical

### Música religiosa

#### Misas, réquiem
- Missa Juvenalis: adaptación del Requiem aeternam (1962), Solo/S/S/A/A/órg.
- Requiem aeternam, S/A/T/B/órg
- Gloria in excelsis Deo, S/S/A/A/órg

#### Antífonas misa en euskera
- Alleluia, Jaungoikoa, coro a una voz/órg
- Alleluia, S/A/T/B/órg
- Biotz batez, S/A/T/B/órg
- Hau eguna hau, coro a una voz/órg
- Jaunaren itza, Solo/S/A/T/B/órg. o coro a una voz/órg
- Te adoro con rendimiento = Belauniko agurtzen zaitut (Zaragoza, 1965), Solo/S/A/T/B

#### Música de Adviento
- Salbatzailea zatoz, coro a una voz
- Zatoz Kristo, coro a una voz
- Zatoz Jauna, coro a una voz

#### Música de Navidad
- Au da gabaren zoragarria, coro a una voz/órg o S/A/órg
- Iru Errege Orienteko, S/A/A
- Noche de paz, noche de amor : armonización, S/A/T/B

#### Cuaresma
- Oi gurutzea del P.Donostia : estrofa “Zure besoetan” de J.L. Ansorena, S/A/T/B/órg
- Piedad Señor, S/T/B

#### Pascua
- Opari Eskaiña (Rentería, 1981), coro a una voz/S/A/T/B/órg

#### A los Santos
- Plegaria a San Antonio (Pamplona, 1962), S/S/A/T/órg

#### Difuntos
- Exequias de adultos, coro a una voz

#### Antífonas y salmos
- Erregina, apaindurik, coro una voz
- Zuk ene jainko, coro a una voz

### Música profana
- Abuelita = Amonatxo, Ssolo/S/S/A/A
- Agurra : armonización de melodía popular, J.L. Ansorena, letra Isidro Ansorena
- Aizak, i, Mutil, armonización, S/T/B
- Ala Baita, de Jesús Guridi, adaptación coral (1982), Tsolo/S/A/T/B
- Alkate Soñua, voces iguales
- Ama Birjiña Fidela, “Para los 25 años de Andra Mari”
- Argia, S/S/A/A o S/S/A/T/B
- Atabala ta Txistua, impreso en la revista Txistulari, nº 169, 1997 mar-abr., S/A/T/B/tx/at
- Boga boga, armonización, S/A/T/B
- Cuatro melodías de Jesús Guridi : Alabatua, Sant Urbanen bezpera, Aritz adarrean, Garizuma luzerik, adaptación coral J.L. Ansorena, S/A/T/B
- Ereserkia : saludo a la Bandera, armonización, S/A/T/B/tx
- Gora San Juan, armonización, S/A/T/B
- Himno de la juventud "Jatorrak" de Amute (Rentería, 1973), coro a una voz
- Iparraguirre eta Xenpelar, Tsolo/T/T/Br/B
- El Mar : Aire de Habanera. Letra y música de José Luis Ansorena (Rentería, 1968), S/A/T/B
- Mendi lar artean, armonización, T/B
- Mushu gozo bat, nº 15, Vals de Brahms, Texto Isidro Ansorena, Voz/txistu/p o S/A/A
- Orra Mari Domingui, Ssolo/S/A/T/B
- Sagar-dantza, Aurresku, Ezpata-dantza, armonización, T/B
- Siempre pa alante, adaptación coral sobre la jota de Joaquín Larregla, Tsolo/S/A/T/B
- Tres canciones vascas : Goizeko izarra, Elizatikan konbenturaño, Andre madalen, Solo/S/S/A

## Monografías
- Errenteriako Andra Mari Abesbatza 1966-1991 = Coral Andra Mari (Rentería: Coral Andra Mari, 1991)
- Índices de la revista Txistulari (San Sebastián: Euskalerriko Txistularien Elkartea, 1991)
- Norberto Almandoz Mendizabal (Astigarragan 1983-Sevillan 1970): Apaiz eta Musikagile = Sacerdote y compositor (Astigarraga: Astigarrako Udala, 1993)
- Txistua eta txistulariak = El txistu y los txistularis (San Sebastián: Kutxa Fundazioa, 1996)
- Musikaste, 25 urte = 25 años de Musikaste (San Sebastián: Kutxa Fundazioa, 1997)
- José María Usandizaga, Catálogos de compositores = Konposagileen katalogoak (Madrid: SGAE - Fundación Autor, 1998)
- Pablo Sorozabal, Catálogos de compositores = Konposagileen katalogoak (Madrid: SGAE - Fundación Autor, 1998)
- Aita Donostia: P. José Antonio de San Sebastián, José Antonio Zulaica Arregui (San Sebastián: Kutxa Fundazioa, 1999)
- Raimundo Sarriegi Etxeberria: Musikari donostiarra (San Sebastián: Alberdania, 2004)